# Pleasant Lake (Minnesota)
Pleasant Lake – miasto w Stanach Zjednoczonych, w stanie Minnesota, w hrabstwie Stearns.